# Kidal

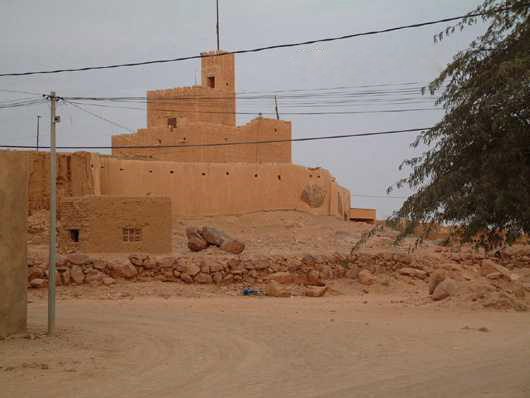
Alte Festung in Kidal (2005)

Kidal (Tuareg ⴾⴸⵍ) ist eine Stadt (commune urbaine) im Nordosten von Mali. Sie liegt am südlichen Rand des Gebirgsmassivs Adrar des Ifoghas und ist Hauptort und Namensgeber sowohl des Landkreises Kidal (cercle) als auch der Region Kidal, in denen sie liegt.

## Verwaltungsgliederung
Kidal erstreckt sich über eine Fläche von 9913 km²und nimmt damit 59,7 % des Landkreises ein. Die Stadt besteht aus dem Hauptort Kidal mit seinen vier Stadtteilen Etambar, Centre-Ville, Aliou und Anghamali und 43 Siedlungen, die weitflächig über das Gemeindegebiet verstreut sind (Aghabo, Angharous Keyoune, Amassine, Djounhane, Edjerer, Ihinkimane, Iklahane, Imissirika Dane, Infadjadjane, Intadeni, Intibzaz, Kanaye, Takelot, Tamatailalt, Tamainait, Tassik, Tedjeret, Tekankant, Tidjdare, Tidjerfene und weitere). Die Einwohnerzahl betrug beim Zensus im Mai 1996 22.858 Personen, davon waren 46,5 % Frauen und 53,5 % Männer, nach dem Zensus 2006 betrug sie 25.617.
Der 2009 auf fünf Jahre gewählte Gemeinderat (conseil communal) besteht aus 27 Mitgliedern. Amtierender Bürgermeister ist Arbakane Ag Abzayack, der mit drei Beigeordneten die Geschäfte der Stadt führt. Neben den Kommunalbehörden ist Kidal Sitz der Regionalversammlung und des Gouverneurs, dessen Amtsgebäude auf einem Hügel über der Stadt thront.
Nachbargemeinden von Kidal sind im Norden die Gemeinde Essouk, im Osten Tin Essako, im Südosten Tidermene, im Süden Anchawadi und im Westen Anefif. 

## Einrichtungen
Es gibt ein Gymnasium (Lycée) und vier Grundschulen, deren durchschnittliche Klassenstärke bei 70 Schülern liegt. In nur elf der 43 über die Stadt verteilten Siedlungen gibt es einfachste Landschulen, sogenannte „écoles de brousse“. Weitere öffentliche Einrichtungen sind das Kulturzentrum „Maison Luxembourg“, ein Jugendzentrum und ein kleines Krankenhaus. Über die Stadt verteilt finden sich diverse militärische Einrichtungen.
Kidal war sowohl während der Kolonialzeit als auch danach der Standort eines berüchtigten Gefängnisses für politische Gefangene, unter anderen war hier der später rehabilitierte Präsident der ersten Republik Modibo Keïta inhaftiert.
Besonders auffällig in der Masse der aus Lehmziegeln errichteten Häuser, die das Stadtbild prägen, sind die Luxusvillen beiderseits der 30 m breiten Hauptstraße.

## Bevölkerung
Die Bevölkerung besteht überwiegend aus halbsesshaften Tuareg. Einflussreichste Clans sind die Ifoghas und die Idnan, darüber hinaus leben hier auch Araber und wenige Songhai.

## Klima
Die niedrigste Durchschnittstemperatur liegt im Januar bei 21 °C, die höchste Durchschnittstemperatur im Juni bei 35 °C. Die Regenzeit dauert in guten Jahren von Juli bis September, in schlechten Jahren fällt überhaupt kein Niederschlag.

## Wirtschaft

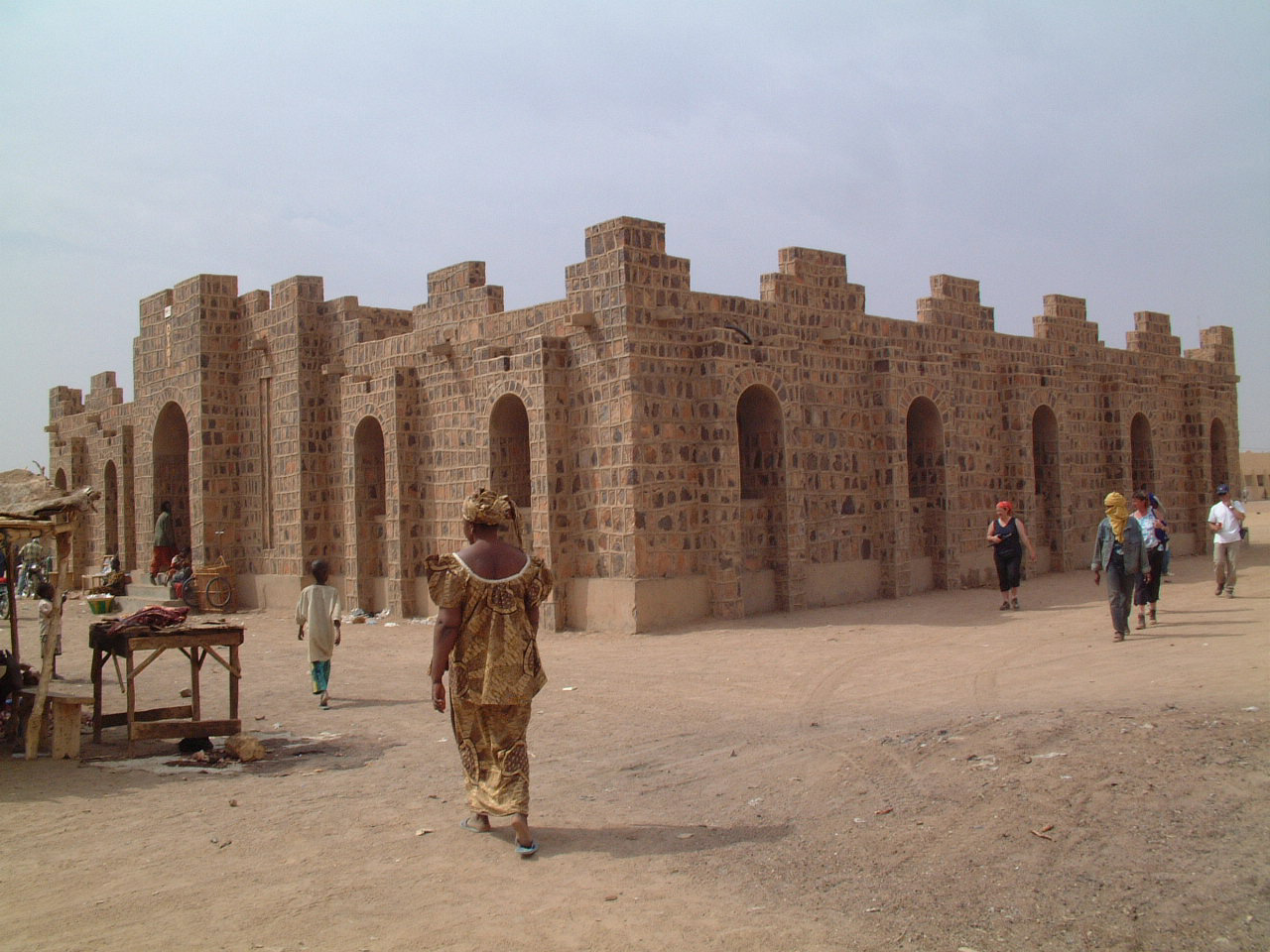
Haus des Kunsthandwerkes in Kidal (2005)

Neben der traditionellen nomadischen Viehzucht ist seit der sogenannten zweiten Tuareg-Rebellion in den 1990er Jahren der Schwarzmarkt Haupteinnahmequelle geworden. Kidal ist wichtiger Knotenpunkt des Cannabishandels zwischen der westafrikanischen Atlantikküste und Arabien, des Zigarettenschmuggels („Marlboro-Road“) wie auch des Waffenhandels (gehandelt werden überwiegend Restposten aus den Bürgerkriegen benachbarter Staaten) und des Menschenhandels (Durchschleusen von Armutsflüchtlingen auf dem Weg nach Europa). Araber und Tuareg übernehmen dabei die Rolle des Transporteurs, der für jede erfolgreiche Fuhre einen kleinen Anteil des Gewinns erhält; der weitaus größere Teil geht an nigerianische, libysche und libanesische Hintermänner.
Das Kunsthandwerk – hochwertige, von Frauen und Schmieden angefertigte Schmuck- und Lederwaren – leidet seit einigen Jahren an massiver Überproduktion und langen Transportwegen. Überwiegend wird in den Süden Algeriens exportiert.
In Kidal gibt es zwei Banken, die Caisse ADAGH Finance de Kidal, die insbesondere Mikrokredite an Frauen vergibt, und die BMS Banque malienne de Solidarité.

## Politik und Geschichte

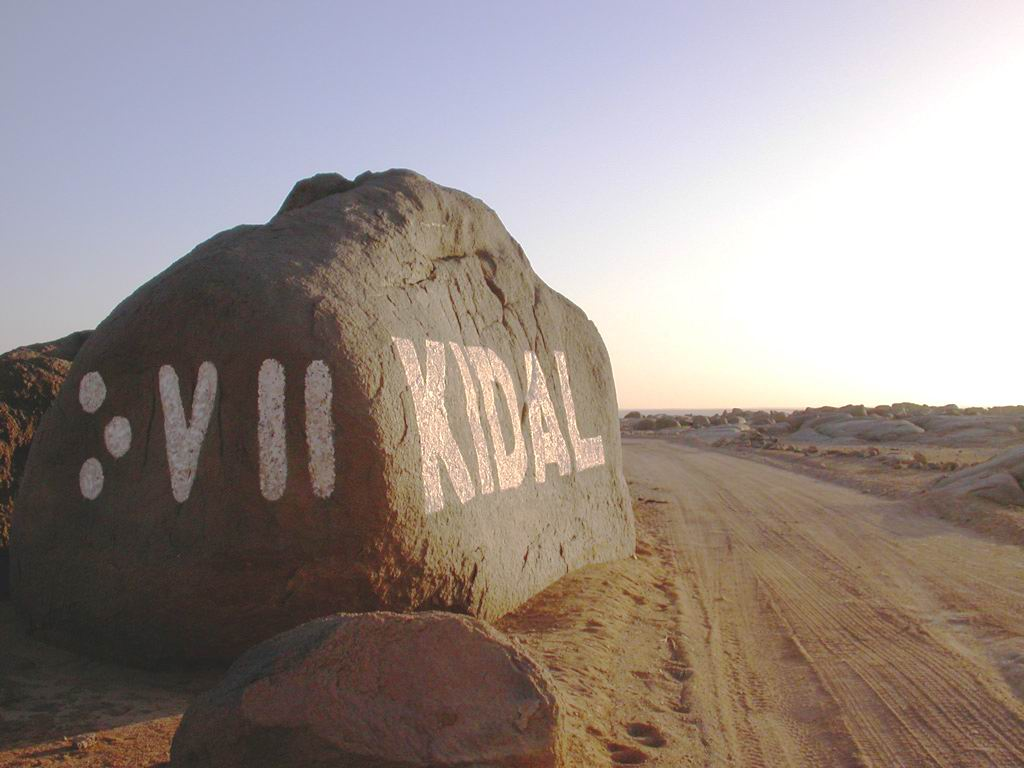
Zweisprachiges Ortsschild
(linke Seite in Tifinagh: "k´l")

Im Dezember 1908 beschloss der französische Kolonialoffizier Betrix den Aufbau eines Militärpostens im Massiv Adrar des Ifoghas. Im Januar 1909 begann Leutnant Lanceron mit dem Bau des ersten Forts. 1917 wurde gegenüber dem in der Stadt gelegenen Wadi Elamba ein zweites, größeres Fort errichtet, das 1930 erweitert wurde; dieser Bau besteht bis heute.
Die Entscheidung für Kidal war neben der strategisch günstigen Lage vor allem der Tatsache geschuldet, das die Kidal-Tuareg, im Gegensatz zu allen anderen Tuaregstämmen, keinen bewaffneten Widerstand gegen die eindringenden Franzosen leisteten und deren Führungsanspruch nominell anerkannten. Schnell bemerkten die fremden Herren, deren Hauptaufgabe der Einzug von Steuern und die „Befriedung“ des Gebietes war, die Vorzüge der Zusammenarbeit mit den Stammesfürsten und Clan-Chefs, wodurch deren Bedeutung mit der Zeit zunahm. So war der Chef des Ifoghan-Clans, dem wichtigsten der gesamten Region Kidal, der zeitweise höchstbezahlte „Beamte“ in ganz Französisch-Westafrika.
Nach der Unabhängigkeit Malis 1961 weigerte sich die junge malische Regierung unter ihrem Präsidenten Modibo Keïta, den Kidal-Tuareg das gleiche Maß an Autonomie und Privilegien zuzugestehen wie die Franzosen. Daraufhin begann 1963 eine Rebellion, die von anderen Tuaregstämmen aber nicht unterstützt wurde. Kidal war nicht nur Ausgangspunkt dieser ersten, sondern auch aller folgenden malischen Tuareg-Rebellionen. Das malische Militär antwortete auf die erste Rebellion mit Massakern an der Bevölkerung, über tausend Tuareg starben, Brunnen und Viehtränken wurden vergiftet, Vieh getötet. Kidal wurde militärisches Sperrgebiet, das Kriegsrecht wurde verhängt, sämtliche Kommunikationsleitungen gekappt.
Am 30. März 2012 wurde Kidal von Tuareg eingenommen, die, verstärkt durch aus dem Bürgerkrieg in Libyen zurückkehrende Söldner, für einen eigenen Staat kämpfen, und die Gruppe Ansar Dine übernahm die Macht in Kidal.
Die Herrschaft der Islamisten währte nur 11 Monate, denn am 30. Januar 2013 eroberten Französische Truppen den Flugplatz von Kidal und am 5. Februar rückten 1800 Soldaten aus dem Tschad in die Stadt selbst ein. Im Frühjahr 2014 wurde die Stadt weitgehend von Tuareg-Rebellen kontrolliert.

## Verkehr und Tourismus
Kidal ist über zwei Pisten, die von der Sahara-Handelsroute zwischen dem algerischen Tamanrasset und Gao abzweigen, mit dem südwestlich der Stadt gelegenen Anéfis und dem nordwestlich gelegenen Adjelhoc verbunden.
Am südöstlichen Stadtrand liegt der Flugplatz Kidal (ICAO-Code: GAKL). Die 1450 m lange unbefestigte Start- und Landebahn ist weder mit Funkpeilung noch mit Instrumentenlandesystem ausgerüstet. Sie wurde durch reiche Saudis finanziert, die in der Region regelmäßig Trappen, Gazellen und Falken jagen. Der Flugplatz kann auch von „avion-taxi“, dem Charterverkehr mit kleinen Maschinen, genutzt werden.
Während der relativen Ruhe in der Stadt Ende der 1980er Jahre wurden vermehrt europäische Sahara-„Abenteuertouristen“ gesichtet. In Kidal gibt es mehrere einfache Unterkünfte. Mit Ausbruch der bürgerkriegsähnlichen Unruhen Anfang bis Mitte der 1990er Jahre brach der Tourismus völlig zusammen. Nach den jüngsten Entwicklungen (seit 2006) warnt das Auswärtige Amt dringend vor Reisen in die Region.